# Wał dziąsłowy

Wał dziąsłowy oznaczono liczbami 4 i 5

Wał dziąsłowy (ang. alveolar ridge) – jedno z dwóch wybrzuszeń w szczęce przebiegających równolegle do linii zębów. Górny wał dziąsłowy znajduje się między zębami a podniebieniem twardym. Wyczuwa się go przesuwając językiem od zębów w stronę podniebienia twardego. Dolny wał dziąsłowy przebiega poniżej zębów w żuchwie.
Przy zetknięciu się języka z wałem dziąsłowym powstają angielskie warianty spółgłosek /d/ i /t/. W języku polskim wał dziąsłowy służy do artykulacji spółgłosek przedniojęzykowo-dziąsłowych.